# جائحة فيروس كورونا في جمهورية أيرلندا
تأكد انتشار جائحة فيروس كورونا 2019–20 في جمهورية أيرلندا يوم 29 فبراير عام 2020. أعلن وزير الصحة الأيرلندي توني هولوهان عن حالة الإصابة الأولى. وبحلول يوم 20 مارس، تم تسجيل حالات إصابة بفيروس كوورنا المستجد في جميع مقاطعات أيرلندا.

## خلفية
في 12 يناير 2020، أكدت منظمة الصحة العالمية عن ظهور فيروس كورونا المستجد كسبب للمرض التنفسي الذي أصاب مجموعة من الأشخاص في مدينة ووهان، مقاطعة خوبي، الصين، إذ أُبلغ عنهم إلى منظمة الصحة العالمية في 31 ديسمبر 2019. كانت نسبة الوفيات بين الحالات المُشخصة بكوفيد-19 أقل بكثير من جائحة فيروس سارس في عام 2003، لكن انتقال العدوى كان أكبر، والوفيات أيضًا.

## الجدول الزمني

### فبراير
- في 29 فبراير، تم الإعلان عن تسجيل حالة الإصابة الأولى بفيروس كورونا المستجد في البلاد. كانت الحالة لطالب في شرق أيرلندا بعد عودته من شمال إيطاليا.[10][11]

### مارس
- في 3 مارس، تم الإعلان عن حالة إصابة جديدة واحدة، ليصل العدد الإجمالي إلى إصابتين.[12] كانت هذه الحالة الثانية لمريضة في شرقي البلاد بعد عودتها من شمال إيطاليا.[13]
- في 4 مارس، تم الإعلان عن تسجيل أربعة حالات إصابة جديدة في غربي البلاد كانوا قد سافروا إلى شمال إيطاليا، ليصل المجموع إلى ستة حالات.[14]
- في 5 مارس، تم الإعلان عن ست إصابات جديدة، ليصل العدد الإجمالي إلى 13 إصابة.[15]
- في 9 مارس، تم الإعلان عن ثلاث إصابات إضافية، ليصل مجموع الإصابات في البلاد إلى 24.
- في 10 مارس، تم الإعلان عن تسجيل 10 حالات إصابة جديدة، ما رفع العدد الإجمالي إلى 34 إصابة.[16]
- في 11 مارس، تم الإعلان عن تسع حالات إضافية، ما رفع العدد الإجمالي للإصابات إلى 43. وأعلن أيضًا عن الوفاة الأولى على الأراضي الأيرلندية لمريض كبير في السن في مقاطعة كيلدير.[17][18]
- في 12 مارس، تم الإعلان عن تسجيل 27 إصابة جديدة، ليصل العدد الإجمالي للإصابات إلى 70.[19] أعلن التاوسيتش (رئيس الوزراء) ليو فرادكار عن إغلاق جميع المدارس والكليات ومرافق رعاية الأطفال حتى يوم 29 مارس استجابةً لارتفاع عدد حالات الإصابة.[20]
- في 14 مارس، تم الإعلان عن 39 إصابة جديدة، وحالة وفاة إضافية، ليصل العدد الإجمالي للإصابات إلى 129 مع حالتي وفاة.[21]
- في 15 مارس، تم الإعلان عن 40 حالة جديدة، وهي أكبر حصيلة من الإصابات تُسجل في يوم واحد، ليصل عدد الحالات إلى 169 إصابة ووفاتين.[22]
- في 16 مارس، تم الإعلان عن 54 حالة جديدة، وهي أكبر حصيلة في يوم واحد، ليصل مجموع الحالات إلى 223 إصابة وحالتي وفاة.[23]
- في 17 مارس، تم الإعلان عن 69 حالة جديدة، وهي أكبر حصيلة يومية حتى هذا الوقت، ليصل عدد الإصابات إلى 292 وحالتي وفاة.[24]
- في 18 مارس، تم الإعلان عن 74 حالة جديدة، ليصل مجموع الإصابات إلى 366 والوفيات إلى 2.[25]
- في 19 مارس، تم الإعلان عن 191 حالة جديدة، وهي أكبر حصيلة من الإصابات التي تٌسجل في يوم واحد في البلاد، ليصل العدد الإجمالي للإصابات إلى 557،[26] مع تأكيد الوفاة الثالثة. أعلن وزير الصحة سيمون هاريس أن البلاد ستجري 15,000 اختبار للكشف عن فيروس كورونا في اليوم خلال الأيام القليلة القادمة.[27]
- في 20 مارس، أكدت جمهورية أيرلندا 126 حالة جديدة، ليصل مجموع الحالات إلى 683 إصابة و3 وفيات.[28]
- في 27 مارس، تم تسجيل 302 حالة إصابة جديدة بالإضافة إلى 3 حالات وفاة جديدة ليصل العدد الإجمالي لحالات الإصابة المؤكدة إلى 2121 حالة و 22 حالة وفاة.[29] أعلن التاوسيتش (رئيس الوزراء) ليو فرادكار عن مجموعة من الإجراءات التي لخصها في عبارة واحدة وهي «ألزم المنزل» (راعت هذه الإجراءات بعض الإعفاءات والاستثناءات).[30]

### أبريل
- في 1 أبريل، تم الإعلان عن تسجيل 212 حالة إصابة جديدة بالإضافة إلى 14 حالة وفاة، ليرتفع مجموع الإصابات الكلية في البلاد إلى 3,447 حالة إصابة و 85 حالة وفاة.[31] كما تم الإعلان إدخال وزير الصحة الأيرلندي توني هولوهان إلى المستشفى لأسباب غير مرتبطة بكوفيد-19 بعدما ظهرت عليه علامات المرض خلال المؤتمر الصحفي في مساء اليوم السابق لينوب عنه رونان غلين (نائب وزير الصحة).[32][33][34][35]

- في 2 أبريل، تم الإعلان عن تسجيل 402 حالة إصابة جديدة بالإضافة إلى 13 حالة وفاة، ليرتفع مجموع الإصابات الكلية في البلاد إلى 3,849 حالة إصابة و 98 حالة وفاة.[36]
- في 3 أبريل، تم الإعلان عن تسجيل 424 حالة إصابة جديدة بالإضافة إلى 22 حالة وفاة، ليرتفع مجموع الإصابات الكلية في البلاد إلى 4,273 حالة إصابة و 120 حالة وفاة.[37] أخرج مريض واحد من مستشفى سليغو الجامعي بعدما ظل في المستشفى لمدة 10 أيام.[38]
- في 4 أبريل، تم الإعلان عن تسجيل 331 حالة إصابة جديدة بالإضافة إلى 17 حالة وفاة، ليرتفع مجموع الإصابات الكلية في البلاد إلى 4,604 حالة إصابة و 137 حالة وفاة.[39]
- في 5 أبريل، تم الإعلان عن تسجيل 390 حالة إصابة جديدة بالإضافة إلى 21 حالة وفاة، ليرتفع مجموع الإصابات الكلية في البلاد إلى 4,994 حالة إصابة و 158 حالة وفاة.[40]

- في 6 أبريل، تم الإعلان عن تسجيل 370 حالة إصابة جديدة بالإضافة إلى 16 حالة وفاة، ليرتفع مجموع الإصابات الكلية في البلاد إلى 5,364 حالة إصابة و 174 حالة وفاة.[41]

- في 7 أبريل، تم الإعلان عن تسجيل 345 حالة إصابة جديدة بالإضافة إلى 36 حالة وفاة، ليرتفع مجموع الإصابات الكلية في البلاد إلى 5,709 حالة إصابة و 210 حالة وفاة.[42]

## وصلات خارجية
- آخر تحديثات كوفيد-19 (وزارة الصحة الأيرلندية) (بالإنجليزية)